# FC Borjomi
Maillots
Le Football Club Borjomi (en géorgien : საფეხბურთო კლუბი ბორჯომი), plus couramment abrégé en FC Borjomi, est un club géorgien de football fondé en 1936 et basé dans la ville de Borjomi.

## Histoire
Le club évolue en première division géorgienne à quatre reprises, lors des saisons 2005-2006, 2006-2007, 2007-2008 et 2008-2009.
Il réalise sa meilleure performance lors de la saison 2005-2006, où il se classe 5e du championnat, avec 19 victoires, 2 nuls et 9 défaites.

## Palmarès
| Compétitions nationales |
| --- |
| - Championnat de Géorgie D3 (1) : - Champion : 2013-14. - Championnat de Géorgie D2 : - Vice-champion : 2004-05 et 2014-15. |

## Personnalités du club

### Présidents du club
- David Gelashvili

### Entraîneurs du club
- Kova Tediashvili
- Vladimir Khachidze